# Chiesa di Santa Giuliana (Padova)
La chiesa di Santa Giuliana detta anche Sant'Uliana o Sant'Apollonia era un edificio religioso di origine medievale che si affacciava nell'attuale via Roma a Padova, dirimpetto all'imbocco di via San Martino e Solferino, sul luogo ora occupato da un edificio degli anni '60-'70 del secolo scorso.

## Storia
La chiesa, tra le più antiche della città, aveva probabile origine altomedievale. Nel corso dei secoli divenne parrocchia e sede di una fraglia degli orefici. Perse importanza in epoca veneziana, quando l'apertura del ghetto (sull'attuale via San Martino e Solferino) la privò di buona parte della sua territorialità. Soppressa verso il 1810 a causa delle legislazioni napoleoniche divenne prima magazzino e poi sede della tipografia Salmin, che nell'800 era celebre per la stampa di libri microscopici, tra cui il Dantino (1878) la più piccola edizione tascabile della Divina Commedia (mm 38 x 21), e una lettera di Galileo (1896) che si dichiarava il più piccolo libro stampato (mm 19 x 13).
Nella chiesa era sepolto Giovanni Graziani (1675-1744), professore di medicina dello Studio patavino.

## Descrizione
La chiesa a navata unica era orientata levante-ponente. D'innanzi alla facciata si apriva un piccolo sagrato adibito a cimitero.
L'aula ospitava cinque altari: sul primo a sinistra, entrando dalla porta maggiore vi era una pala raffigurante Sant'Eligio di Dario Varotari, opera celebratissima, sull'altare successivo una Sant'Apollonia di Francesco Minorello. Sull'altare maggiore all'abside, era posta una pala raffigurante Santa Giuliana con santa Maria Maddalena di Giovan Battista Pellizzari. A destra gli altari ospitavano rispettivamente una crocifissione di Luca da Reggio e una Vergine orante ancora del Pellizzari. La volta era decorata ad affresco da Francesco Fontebasso con una storia di Santa Giuliana.